# Essent

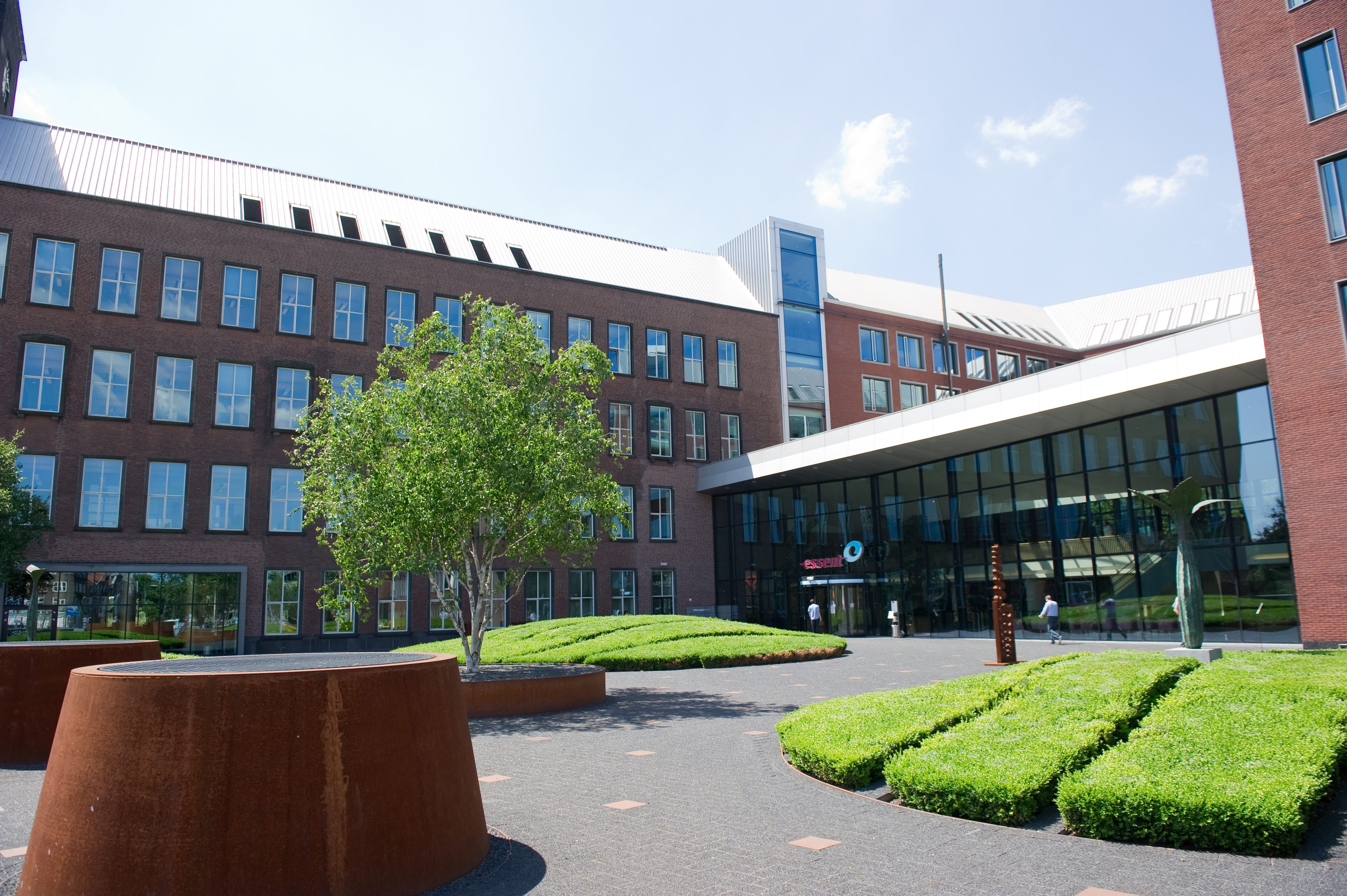
Essent-Gebäude in 's Hertogenbosch

Die Essent NV ist, gemessen an der Anzahl der versorgten Kunden, der führende niederländische Energieversorger. Das Unternehmen ist auch in Belgien tätig. Essent ist ein hundertprozentiges Tochterunternehmen des deutschen Energieunternehmens innogy SE, welches seit 2019 zum deutschen Energiekonzern E.ON gehört. Der Bereich Fernwärme Essent Local Energy Solutions (ELES) wurde am 24. Dezember 2013 an den genossenschaftlichen niederländischen Pensionsfonds PGGM und den Energiedienstleister Dalkia verkauft.

## Geschichte

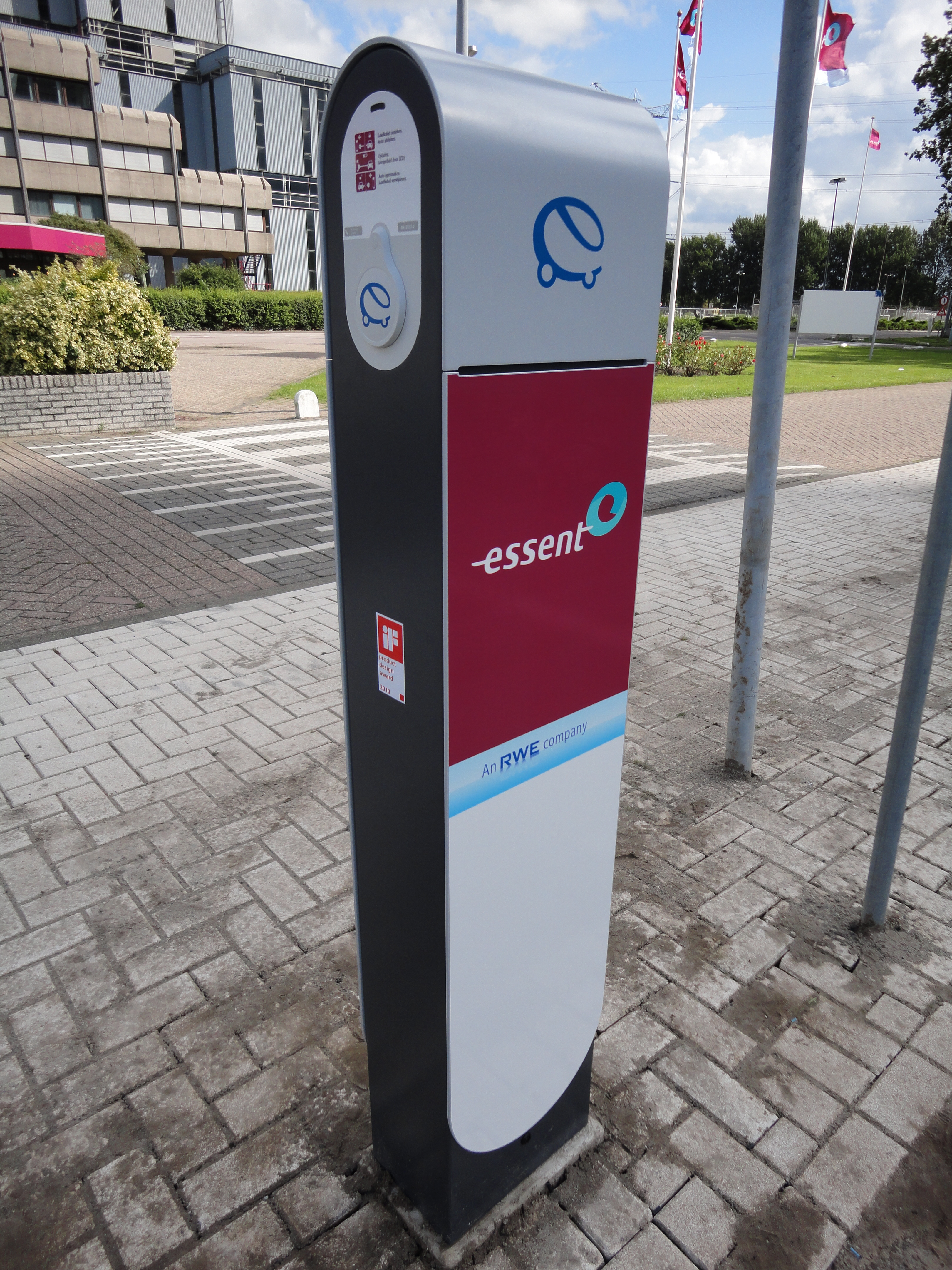
Ladesäule von Essent

Essent entstand im Jahr 1999 aus einer Fusion zwischen der PNEM/Mega-Gruppe und der EDON-Gruppe, deren Wurzeln in die ersten beiden Jahrzehnte des 20. Jahrhunderts zurückreichen.
Neben ihrer eigenen operativen Tätigkeit war die Essent NV als Holding an folgenden Tochterunternehmen beteiligt:
- (bis 1. Juli 2009) Essent Netwerk BV (100 %) – Anlage, Wartung und Verwaltung der Transport- und Verteilnetze für Elektrizität und Gas
- (bis Oktober 2009) swb AG, Bremen (51 %) – Energieversorger in Bremen mit Unterbeteiligungen an anderen Stadtwerken

Die Essent NV war bis 1. Oktober 2009 vollständig im Besitz der öffentlichen Hand. Rund 74 % der Aktien des Unternehmens wurden von sechs niederländischen Provinzen (Noord-Brabant 30 %, Overijssel 18 %, Limburg 16 %, sonstige 10 %) und die übrigen 26 % von fast 140 niederländischen Gemeinden im Norden, Osten und Süden der Niederlande gehalten.
Am 12. Januar 2009 gab der deutsche Energiekonzern RWE in einer Pflichtmitteilung an der Börse bekannt, sich mit Essent „über die Konditionen für ein verbindliches Barangebot von RWE an die Anteilseigner von Essent zum Erwerb sämtlicher Anteile“ geeinigt zu haben. RWE strebte eine Übernahme von mindestens 80 % des Grundkapitals von Essent an. Am 30. September 2009 gab RWE bekannt, die Transaktion an diesem Tag abgeschlossen zu haben:
Die Europäische Kommission hatte die Akquisition am 23. Juni 2009 genehmigt und dabei eine Auflage erlassen, die den deutschen Markt betrifft: Essent darf seinen 51 %-Anteil an den Stadtwerken Bremen (swb) nicht in die Transaktion einbringen. Dieser Anteil wurde an die EWE AG in Oldenburg verkauft, die an dem Unternehmen nun 100 Prozent hält. Unter Berücksichtigung des Verkaufs des swb-Anteils und der Ausgliederung des EPZ-Anteils sowie weiterer Wertanpassungen beläuft sich das Transaktionsvolumen auf rund 7,3 Milliarden Euro.
Seit dem 29. Oktober 2016 war Essent Teil von Innogy. Die beiden Energieunternehmen E.ON und RWE haben Innogy 2019 schließlich zerschlagen und ihre Geschäfte neu aufgeteilt. E.ON übernahm das Stromnetz und die Energieversorgung von Innogy, während RWE die Kraftwerke zur Stromerzeugung beider Konzerne erhielt.

## Produkte
Die Essent NV beliefert in den Niederlanden rund 2,3 Millionen Kunden mit Elektrizität und/oder Gas. Etwa 30 % der niederländischen Haushalte sind Kunden von Essent. Neben Elektrizität und Gas liefert Essent Energiedienstleistungen und Produkte wie Solaranlagen, Wärmedämmung und Wärmepumpen, die die Energieeffizienz erhöhen und zu den Klimazielen beitragen. Essent hat sich selbst zum Ziel gesetzt, bis zum Jahr 2025 den CO2-Ausstoss seiner Kunden um 20 Prozent zu reduzieren.